# Whist
Whist er et kortspil, som spilles af fire spillere, der er makkere to og to. Whist opstod i England i 1700-tallet som en videreudvikling af ruff and honours, og spillet er via biritch og bridge-whist forløber for bridge. Ligeledes har Spades og det avancerede danske spil Beyond også sine rødder fra Whist.
I Danmark spilles whist i to former: Dansk whist, der spilles uden trumf, og Es-makker whist, hvor der meldes et bestemt antal stik.

## Engelsk whist
I den oprindelige engelske udgave af whist er der 4 spillere, og der spilles med faste makkerpar. Makkerne i de to par placeres overfor hinanden. Formålet med spillet er at tage mindst 7 stik sammen med sin makker.

### Kortgivningen
Der spilles med 52 kort uden joker, og hver spiller får 13 kort. Kortene gives med uret, startende med spilleren til venstre for kortgiveren (forhånden). Giverens sidste kort lægges på bordet med billedsiden op og angiver trumf.

### Spillet
Forhånden spiller ud til første stik. De øvrige spillere lægger efter tur hver et kort på bordet, disse fire kort udgør et stik. Der skal bekendes kulør. Hvis man er renonce i en farve (ikke kan bekende kulør), må man kaste af i en anden farve eller trumfe. Stikket vindes af det højeste kort i den udspillede farve, eller den højeste trumf. Efter at de 13 stik er blevet spillet, vinder parret, der har opnået de fleste stik.

### Regnskabet
Det vindende makkerpar får et point for hvert stik, de har taget udover de første seks stik; kaldet bogen. Der spilles til fem point. Det kan godt tage flere spil at få fem point.

## Dansk whist
I Dansk whist er der 4 spillere, og der spilles med faste makkerpar. Makkerne i de to par placeres overfor hinanden. Der spilles uden trumf og jokere. Spillet indeholder fire meldinger: grandi, solo-nolo (sol), grand og Nolo. Medmindre der er meldt grandi, er det spilleren efter kortgiveren, der har udspillet.

### Meldinger
De fire meldinger er placeret nedenfor i den rækkefølge, de slår hinanden. Grandi er den stærkeste melding, mens nolo er den svageste melding. Hvis samtlige spillere passer, spilles der en pasnolo.
- Grandi: Melderen får udspil og skal tage de 7 første stik.

- Solo-nolo (sol): Melderen spiller alene og må max. tage 1 stik.

- Grand: Melderen skal sammen med sin makker tage min. syv stik.

- Nolo: Melderen skal sammen med sin makker tage max. seks stik.

- Pasnolo: Spillerne spiller hver for sig og skal undgå at tage stik. Vinderen er den der får færrest stik.

### Regnskabet
Dansk whist er et nulsumsspil, dvs. at der tages lige så mange point fra taberen, som der gives til vinderen. Pointene skal altid give 0, hvis de lægges sammen.

## Esmakker whist
Esmakker whist er en udvidelse af den klassiske whist baseret på træk fra skærvindsel.
Der er 4 spillere, og der spilles ikke med faste makkerpar; spilførerens makker findes i stedet ved, at han/hun vælger en spiller med et es i en anden farve end trumffarven som makker.

### Kortgivningen
Der spilles med 55 kort, dvs. et spil kort plus tre jokere. I første spil er spilleren mod syd kortgiver, i de efterfølgende spil skiftes spillerne efter tur til at være kortgiver. Turen går altid med uret rundt om bordet. Kortene deles ud med 13 til hver. De resterende tre kort udgør en talon (også kaldet "katten"), som lægges på midten af bordet med billedsiden nedad (kaldes for katten). Fra de tre kort kan spilføreren bytte sine kort fra. Når der byttes kort er det enten alle tre kort eller ingen man bytter. Hvis der er flere der er "gået med" på en nolo-melding, kan den næste så bytte de kort vinderen af meldingen havde.
Der kan eventuelt spilles med jernhånd, som er en melding en spiller kan påberåbe hvis denne får tildelt 13 kort, hvor der hverken forefindes billedkort eller jokere eller esser. Jernhånd meldingen-betyder at spillet genstartes. Spilleren kan selvfølgelig også vælge at spille kortene.

### Meldeforløbet
Forhånden (spilleren efter kortgiveren) afgiver første melding, hvorefter den næste spiller enten stikker denne melding eller melder pas. Melder denne spiller pas skal den næste ved bordet enten slå meldingen eller passe. Men slår en spiller meldingen, så skal spilleren efter kortgiveren have mulighed for at slå den nye melding, tage den i baghånden eller passe. Hvis der er meldt vip, har de som ikke har passet mulighed for at "gå med" i vippen. Melderunden fortsætter bordet rundt, indtil der er fundet en/flere vindere af meldingen. Hvis alle har meldt pas genstartes runden.
Meldingerne angiver enten, hvor mange stik spilleren regner med at kunne vinde sammen med en makker, eller at han regner med at kunne undgå stik (nolo). Spilføreren bestemmer trumffarven og udpeger, hvem han vil have til makker ved at nævne et es i én af de øvrige tre farver. Makkeren afsløres først, når makkeresset bliver spillet. Esmakkeren skal spille esset første gang dets farve spilles ud. Spilføreren kan også tage sig selv til makker ved at nævne et es, han selv har på hånden. Man kan også risikere at få makkeresset i katten og dermed blive selvmakker.

### Meldingernes rækkefølge
I stik-spillene angiver meldingerne, hvor mange stik man skal tage. Meldingerne kan enten være en ren talværdi fra 7-13 eller have et påhæng (lyd på), der præciserer meldingen. Der er seks forskellige påhæng: Kvarte, Gode (klør), Stærke (spar), trumfløse/sans (uden trumf), halve og vip (tourné). Der er ikke enighed om rækkefølgen af meldingerne blandt es-makker whist-spillere, men gode er altid bedre end stærke. Nogle "skoler" anerkender dog ikke meldingerne kvarte eller stærke, mens andre slet ikke rangerer påhæng.
En ofte anvendt rækkefølge på meldinger med påhæng er (nævnt med den bedste melding først):
1. Kvarte
2. Gode
3. Stærke
4. Halve
5. Vip

#### Påhæng
Kvarte: Spilførren spiller uden makker og står således selv for at hente alle stik hjem. Spilførren bestemmer trumf og må bytte fra katten. (Meldingen er ekstra stærk og rangerer således at 7 kvarte slår meldingen 9 uden påhæng).
Halve: Makker bestemmer trumffarven (skal være forskellige fra kuløren af makker-esset) og vedkommende må bytte fra katten. Hvis makker-esset ligger i talonen, så er man makker med sig selv og bestemmer selv trumf og må selv bytte fra katten.
Gode: Trumfspil i klør. Spilføreren må bytte fra katten.
Stærke: Trumfspil i spar. Spilføreren må bytte fra katten.
Trumfløse/sans: Uden trumf. Spilføreren må bytte fra katten.
Vip: Trumffarven fastsættes ved at vende (vippe) kortene i talonen et ad gangen, indtil spilføreren accepterer trumffarven eller vender det tredje kort. Dem som er med i vippen skiftes til at sige, om de vil stoppe eller ej (i tilfælde af at alle tre kort vippes, og ingen accepterer trumffarven er det ham som sidder sidst der får meldingen). Hvis der stoppes ved en joker, spilles der uden trumf. Trumf må godt være samme kulør som makker-esset, idet der er meldt es, inden der vippes. Spilføreren må bytte fra katten.
Hvis man får meldingen uden at melde Stærke eller Gode, skal man både bestemme makker-es og trumf. Makker-esset må ikke være samme farve som trumf, hvis man i hånd har alle fire esser må man melde til en konge, men man må også melde til et es man selv har (selvmakker).
Efter at man har bestemt trumf og makker, får man muligheden for at bytte tre kort med de tre kort i katten.
Hvis vinderen af meldingen efter at have byttet ikke har noget kort i makker-es kuløren, skal vedkommende have mulighed for at vælge et kort fordækt (dette skal gøres inden det første kort er spillet ud), men man behøver ikke at gøre det. Hvis man ikke gør det kan man ikke spille ud til makker-esset. Hvis man gør det, så skal kortet lægges med billedsiden nedad, og gælder nu som samme kulør som makker-esset.

#### Nolo-meldinger
Der er også fire nolo-meldinger: sol, ren sol og bordlægger og ren bordlægger. Alle nolo-meldinger er solospil (uden makker) og uden trumf.
Sol: Melderen må tage ét stik. Får han flere har han tabt og spillet afbrydes.
Ren sol (eller blot Rent): Melderen må ikke få stik.
Bordlægger/oplægger: Melderen må tage ét stik og skal efter første udspil lægge sine kort åbent på bordet, så modspillerne kan spille efter dem. En variant er at spilleren ikke må få nogle stik men skal kun lægge to af de fire farver.
Ren bordlægger/oplægger: Melderen må ikke få stik og skal efter første udspil lægge sine kort åbent på bordet, så modspillerne kan spille efter dem.
Dobbelt bordlægger: Melderen må ikke få stik og efter første udspil ligges alle deres kort åbent på bordet, så alle spillere kan se alle kort. (Under spillet må der ikke tales sammen)
Sol rangerer mellem 9 og 9+ (med påhæng), mens ren sol rangerer mellem 10 og 10+. Bordlægger rangerer mellem 11 og 11+, mens ren bordlægger rangerer mellem 12 og 12+. Nogle "skoler" mener at denne rangering gør at man for ofte ender ud med at spille nolo og degraderer derfor nolo meldingerne, således at sol starter med at rangere mellem 8 og 8+, ren sol rangerer mellem 9 og 9+ . Bordlægger rangerer mellem 10 og 10+, ren bordlægger rangerer mellem 12 og 12+ og dobbelt bordlægger 13 og 13+
Når der bliver meldt sol eller ren sol har spillere, der endnu ikke har meldt pas mulighed for at "gå med" (indenfor visse "skoler" er der også mulighed for at "gå med" på bordlægger og ren bordlægger). Det vil sige, at de spiller samme type nolo som den første melder.

#### Eksempel på rangering af meldinger
Meldinger i rækkefølge fra lavest til højest (+ angiver påhæng. Uden meldingen Kvarte):
- 7
- 7+
- 8
- 8+
- 9
- Sol
- 9+
- 10
- Ren sol
- 10+
- 11
- Bordlægger
- 11+
- 12
- Ren bordlægger
- 12+
- 13
- 13+

Eksempel med meldingen kvarte og dekaderede nolo meldinger:
- 7
- 7 - Gode, - Stærke, - Halve, - Vip
- 8
- Sol
- 8 - Gode, - Stærke, - Halve, - Vip
- 9
- 7 Kvarte
- Ren sol
- 9 - Gode, - Stærke, - Halve, - Vip
- 10
- Ren bordlægger
- 8 Kvarte
- 10 - Gode, - Stærke, - Halve, - Vip
- 11
- 9 Kvarte
- 11 - Gode, - Stærke, - Halve, - Vip
- 12
- Dobbelt bordlægger
- 10 Kvarte
- 12 - Gode, - Stærke, - Halve, - Vip
- 13
- 11 Kvarte
- 13 - Gode, - Stærke, - Halve, - Vip
- 12 Kvarte
- 13 Kvarte

### Spillet
Efter meldingen starter selve spillet ved at spilleren efter kortgiveren foretager et udspil. Der skal bekendes kulør, ellers kan man trumfe. Man kender ikke sin makker i starten af spillet, men det bliver afsløret, så snart makker-esset kommer på bordet. Der spilles kort efter tur. Når en tur er spillet, får den der spillede det højeste kort stikket. Hvis der er trumfet er det den med den højeste trumf, der får stikket, og dermed retten til at starte næste tur. Nogle "skoler" mener at en joker i udspillet kan trumfes, men det mest normale er at en joker i udspillet ikke kan trumfes..
Modspillerne skal prøve at vælte meldingen ved at forhindre spilføreren med makker, i at nå i mål med sin melding, hvilket vil sige at få det antal stik, som meldingen angiver. Spilførren med makker skal selvfølgelig forsøge at få mindst lige så mange stik, som meldingen lyder på.

### Regnskabet
Es-makker er et nulsumsspil, dvs. at der tages lige så mange point fra taberen, som der gives til vinderen. Pointene skal altid give 0, hvis de lægges sammen.
Et eksempel på regnskab kan være som følger:
| Stik                                                              | Normale                 | med melding             | Vip'1             | Vip'2             | Vip'3 |
| 7                                                                 | 1/8                     | 1/4                     | 1/4               | 1/2               | 1     |
| 8                                                                 | 1/4                     | 1/2                     | 1/2               | 1                 | 2     |
| 9                                                                 | 1/2                     | 1                       | 1                 | 2                 | 4     |
| 10                                                                | 1                       | 2                       | 2                 | 4                 | 8     |
| 11                                                                | 2                       | 4                       | 4                 | 8                 | 16    |
| 12                                                                | 4                       | 8                       | 8                 | 16                | 34    |
| 13                                                                | 8                       | 16                      | 16                | 32                | 64    |
|                                                                   |                         |                         |                   |                   |       |
| Sol                                                               |                         |                         | 1 point fra hver  | 1 point fra hver  |       |
| Ren sol                                                           |                         |                         | 2 point fra hver  | 2 point fra hver  |       |
| Bordlægger                                                        | Bordlægger              |                         | 4 point fra hver  | 4 point fra hver  |       |
| Ren bordlægger                                                    | Ren bordlægger          |                         | 8 point fra hver  | 8 point fra hver  |       |
| Ren bordlægger med snak                                           | Ren bordlægger med snak | Ren bordlægger med snak | 16 point fra hver | 16 point fra hver |       |
|                                                                   |                         |                         |                   |                   |       |
| *Under vip, og klør bliver vendt og valgt som trumf tæller den x2 |                         |                         |                   |                   |       |

Udregningen går som følger:
9 vip'2 og den går hjem med 10 stik, så tæller den 2 point for at den gik hjem, dvs 9 stik, og derefter yderligere 2, for at have +1 stik. Der bliver således givet 4 point hver til melderen samt makker, og -4 hver til de to som ikke var i spil.